# Lauriacum
Lauriacum je bil oporišče legije in pomembno rimsko mesto ob podonavskem Limesu v Avstriji. Nahaja se na območju današnjega dela vasi Lorch v zvezni deželi Zgornja Avstrija, okrožje Linz-Land.
Leži na 48°13′0″N, 14°28′30″E. Ostanki so na 48°13′0″N, 14°28′30″E blizu Aniže/Enns).

## Zgodovina

### Rimsko obdobje
Od cestne postaje na križišču pomembnih trgovskih poti se je Lauriacum razvil v največjo in najpomembnejšo vojaško oporišče v provinci Norik s postajo legije na prehodu iz 2. v 3. stoletje našega štetja. Tam, kjer je bila sprva le ena manjša rimska naselbina ob brodu čez Anižo, je II. legija Italica po opustitvi starejšega objekta v mestu Albing okoli leta 200 našega štetja zgradila legionarski tabor, ki je bil naslednjih 400 let uporabljen kot sedež in ob Virunumu (na območju današnjega Zollfelda blizu Marije Saal) in Ovilava (Wels) služil kot upravni sedež za rimsko provinco Norik. Legionarsko taborišče je bilo pozneje tudi del varnostnega sistema Limes in so ga verjetno neprekinjeno zasedale rimske čete od 3. do 5. stoletja. Obsežno civilno naselje se je izoblikovalo okoli taborišča na severu in jugozahodu, ki je bilo v začetku 3. stoletja verjetno povzdignjeno v municipij, v 5. stoletju pa je postalo škofija severnega Norika - edino zgodovinsko preverljivo do danes. Nagrobna polja so bila odkrita tudi na številnih mestih znotraj in zunaj naselij.
V pozni antiki je postala osnova rimske enote patruljnih čolnov in proizvodna lokacija državne tovarne ščitov. Tudi potem, ko je bila meja v Noriku in Retiji opuščena zaradi razpada Zahodnega rimskega cesarstva, je Lauriacum ponovno odigral zgodovinsko pomembno vlogo pri evakuaciji romanskega prebivalstva s strani Severina Noriškega kot zatočišča in zbirnega mesta. Večina starodavnih zgradb je bila žrtev pridobivanja kamnitega materiala v srednjem veku in v novejšem času, raznih gradbenih dejavnosti, kmetijske rabe in erozije tal. Najbolj ohranjeni antični in zgodnjesrednjeveški dokazi so ostanki njihovih predhodnic v spodnji cerkvi današnje bazilike sv. Lovrenca v Lorchu. Večina najdb izkopavanj je predstavljena v muzeju Lauriacum.

### Srednji vek
Čeprav je danes okrožje del mesta Enns, je bilo v srednjem veku samostojno naselje. Mesto je nastalo iz rimskega mesta Lauriacum, imenovanega po svetem Lovrencu.
Rimski Lauriacum (Lorch) je bil omenjen v Vita Sancti Severini in Lauriacensis scutaria (fabrica), Notitia Dignitatum, uradnem seznamu antičnih rimskih civilnih in vojaških položajev na začetku 5. stoletja.
Med letoma 1960 in 1966 so z arheološkimi izkopavanji odpirali zidove rimskih predhodnic (iz leta 180 n. št..), izkopali so tudi prvo krščansko cerkev (4. – 5. stoletje) in druge cerkvene zgradbe iz prvega tisočletja. Današnja cerkev v mestu je gotska in je bila zgrajena okoli leta 1300.

## Arheologija
Po zaključku izkopavanj leta 1966 je sv. Lovrenc hitro dobil novo pozornost:
- 1968: nova raziskava mestne župnijske cerkve
- 1968: raziskava prve naslovne nadškofije Srednje Evrope; Prvi naslovni nadškof Lauriacum je bil Girolamo Prigione, nekdanji nuncij v Gvatemali, Salvadorju in Mehiki.
- 1970: Papež Pavel VI cerkev povzdigne v malo baziliko.
- 1988: obisk papeža Janeza Pavla II., ki je s tisoči verniki v baziliki daroval mašo.

## Škofija Lauriacum
Lauriacum je naslovna škofija rimskokatoliške cerkve , katedra pa je bila središče okrožja Lorch v mestu Enns.
Starodavna škofija je bila morda nekoliko strukturirano misijonarsko poslanstvo, ki ga je ustanovil Oglej in se je preselil v Limes s selitvijo glavnega mesta Norik iz Teurnije (na Koroškem, Tiburnska škofija) v Ovilavo (Wels). V nemiru preseljevanja ljudstev je bil po umiku Rimljanov leta 488 opuščen, ni pa ga nadomestil Baier in iroškotski misijon škofije Salzburg in škofije Passau.

### Znani škofi
- Sveti Maksimilijan Celjski (okoli 284), prvi škof po legendi
- Constantius Lauriacum (5. stoletje), vodja municipija Enns, omenjen v Vita Severini.
- Girolamo Prigione, apostolski nuncij, apostolski pronuncij, apostolski delegat (1968–2016)
- Andrzej Józwowicz, apostolski nuncij (2017 – trenutno)

### Ponaredki iz Lorcha
Tako imenovani Lorchški ponaredki, znani tudi kot Pilgrimovi ponaredki, so bili poskus Pilgrima iz Passaua, da je škofijo Passau zahtevali kot zakonito naslednico škofije Lauracum. To je zbirka ponarejenih papeških bul, dokončana v drugi polovici 10. stoletja. Pripisuje se škofu Pilgrimu iz Passaua iz leta 971 do 991 in vsebuje ponarejene poslanice, ki obravnavajo opredelitev pristojnosti škofije.
V baziliki sv. Lovrenca je zelo velika slika (8 x 5 m) iz leta 1728, ki jo ustrezni škofje pokličejo in prikažejo v skladu z Lorchškim ponarejanjem.